# Cidaphus torulus
Cidaphus torulus är en stekelart som beskrevs av Dasch 1974. Cidaphus torulus ingår i släktet Cidaphus och familjen brokparasitsteklar. Inga underarter finns listade i Catalogue of Life.